# عالیه مصطفینا
عالیه مصطفینا با نام کامل عالیه فرهاد قیزی مصطفینا (روسی: Алия́ Фарга́товна Муста́фина، تاتاری: Алия Фәрһәт кызы Мостафина; زاده ۳۰ سپتامبر ۱۹۹۴) ورزشکار پرافتخار تاتار اهل روسیه که توانسته با سن کم، در مواد گوناگون رشته ژیمناستیک هنری در مسابقات المپیک تابستانی، جهانی، اروپایی و یونیورسیاد به مدال‌های زیادی دست یابد. پدرش فرهاد مصطفین نیز دارنده مدال برنز بازی‌های المپیک تابستانی ۱۹۷۶ در رشته کشتی می‌باشد.